# Cyrtopogon falto
Cyrtopogon falto là một loài ruồi trong họ Asilidae. Cyrtopogon falto được Walker miêu tả năm 1849.